# 地平線級驅逐艦
地平線級驅逐艦（英文全稱：Horizon Common New Generation Frigate，英文縮寫：CNGF）是21世紀初英國、法國、義大利聯合設計生產的最新型防空驅逐艦，英國撤出自行研發45型驅逐艦後就由法國與義大利兩國繼續執行研發專案；在義大利稱為安德烈亞·多里亞級，法國則稱為佛賓級。

## 簡介
1990年，北約國家在1980年代進行的90年代巡防艦替換計劃（NATO Frigate Replacement，NFR-90）瓦解。英國、法國、義大利1992年在NFR-90北約巡防艦計畫失敗後發出聯合聲明繼續造艦。催生了地平線計畫和PAAMS防空飛彈系統研發案。
但是立即遇上一些問題，因為三國有不同需求：法國需要配合航母的防空艦，以保護防空力不足的航母。義大利也只需要近距離防空能力保衛它的中型航母在歐洲海域活動。但是英國需要海外作戰時的大範圍防空能力，最後解決方案是採用核心標準的雷達系統，法義可以裝上短程EMPAR 多功能雷達而英國可以自己裝高功率SAMPSON雷達；該雷達有較高資料傳輸率可以加強多目標追蹤和長程辨識能力，也有高解析低誤判的鎖定能力。
1995年三國成立一個跨國公司(IJVC)以完成專案 三國主要軍事承包商也參與其中, DCN公司 (法國) GEC-Marconi公司 (英國) 和 Orizzonte公司 (義大利). 在1995-1996年間一系列技術問題和需求更改辯論後把完工時間定在2006年。
之後1997年初 關於垂直發射系統 (VLS)又發生歧見因為PAAMS的MBDA Aster飛彈。法義主張用自己的SYLVER 發射底座，但是英國想用美國Mk 41發射器以發射戰斧巡弋飛彈，但是最後還是選擇SYLVER系統因為PAAMS小組認為比較能整合。
1999/4/26 英國宣布撤出CNGF計畫 以另起自己的造艦計畫. 金融時報認為主要原因是法義兩國一直想打造一個較便宜的純防禦驅逐艦; 但是英國要一個能自主巡航大西洋的攻擊型艦, 跟兩國只要防禦航母的作戰思維不同; 最後則是合約利益出了問題；一直擔任主承包商的法國DCN把作戰系統直接又包給法國Marconi公司而英國一直認為有默契是給英國BAE公司最後才造成兩方決裂。
最後英國把專案中的PAAMS防空系統技術裝在自行設計的45型驅逐艦。

## 設計
地平線級驅逐艦的主要裝備相同，火砲、反艦飛彈等武器系統和次要系統則依各自作戰需求而有所不同， 地平線級驅逐艦的自動化程度頗高，排水量雖達7000噸，但艦上卻只需配置不到200名的官兵，艦上攜帶兩艘Zodiac Hurricane 733 RIB型muzzle blast硬殼膨脹快艇（RHIB），可進行特種作戰、突擊或水面臨檢盤查等工作。

### 武器系統

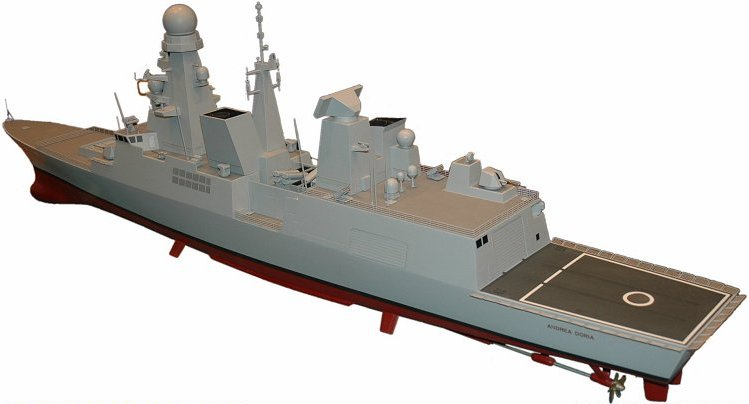
義大利安德烈亚·多里亚號模型

主要武器系統：基本型防空飛彈系統(Principle Anti-Air Missile System，PAAMS)，包括由法國DCN研發、裝有阿斯特防空飛彈的Sylver垂直發射系統共48管，並以EMPAR雷達來負責對空搜索與飛彈導引。
主要武裝：六組八聯裝Sylver A-50垂直發射系統；目前地平線級裝備48管Sylver垂直發射器另外預留再裝兩組八聯裝Sylver發射單元的空間，最多64管。
法國：
配置兩門暱蹤型奧托布雷達76公釐艦炮超級快速型（射速120發/分），並列於艦橋前方B砲位，艦體中段以半埋方式安裝八枚法製飛魚反艦飛彈（原計畫安裝1990年代開發中的ANF超音速反艦飛彈，2002年取消）；此外，配備兩座人力操作（含瞄準、俯仰迴旋與射擊）的Model F2 20mm 90倍徑機砲，射速750發/分，有效射程約1500~2000m，機砲兩側各有一個150發的備射彈艙，並配備簡單的光學瞄準器。最初法國計畫裝置兩具六聯裝SADRAL PDMS短程防空飛彈發射系統作為CIWS（衍生自法製西北風肩射防空飛彈 ）但沒有實行。
義大利：
三門暱蹤版奧托布雷達76公釐艦炮超級快速型，兩門並列於艦橋前方，另一門安裝於機庫上方；反艦飛彈使用八枚義製奧圖瑪Mk.3型反艦飛彈（此發射器也可配備法義合作的米拉斯反潛飛彈 ），艦橋後方兩側設置兩門自動化操作KBA 25mm機砲。

### 動力系統
動力系統：複合燃氣渦輪或柴油機(CODOG)
高速主機：兩具授權義大利飛雅特(Fiat Avio)生產的LM-2500+燃氣渦輪機，每具功率31280馬力。
巡航主機：兩具法國SEMT Pielstick 12 PA6 STC柴油機，每具可輸出5875馬力。
柴油發電機：四具Isotta Fraschini VL 1716 T2 ME柴油發電機提供。此外，設有一個艦首推進器增加低速的靈活度，採用雙軸四葉片螺旋槳。

### 反潛
一具Thales CMS 4100CL艦首低頻主/被動聲納，與四個歐洲魚雷公司（Eurotorp，由法、義合資成立）的B-515 324公釐魚雷發射管（兩舷各兩個，隱藏於艙門內），配備法、義合作發展的MU-90魚雷，發射平台除了艦艇外也包含反潛直升機。

## 同型艦

### 法國
| 舷号 | 艦名                           | 開工           | 下水          | 服役           |
| ---- | ------------------------------ | -------------- | ------------- | -------------- |
| D620 | 福尔班号 Forbin                | 2002年4月8日   | 2005年5月10日 | 2008年12月19日 |
| D621 | 舍瓦利耶·保罗号 Chevalier Paul | 2003年10月23日 | 2006年7月12日 | 2009年6月      |

### 義大利
| 舷號 | 艦名                           | 開工           | 下水            | 服役            |
| ---- | ------------------------------ | -------------- | --------------- | --------------- |
| D553 | 安德烈亚·多里亚号 Andrea Doria | 2002年 7月19日 | 2005年 10月15日 | 2007年 12月22日 |
| D554 | 卡欧·多利欧号 Caio Duilio      | 2003年 9月     | 2007年 10月23日 | 2009年 4月3日   |

## 圖集

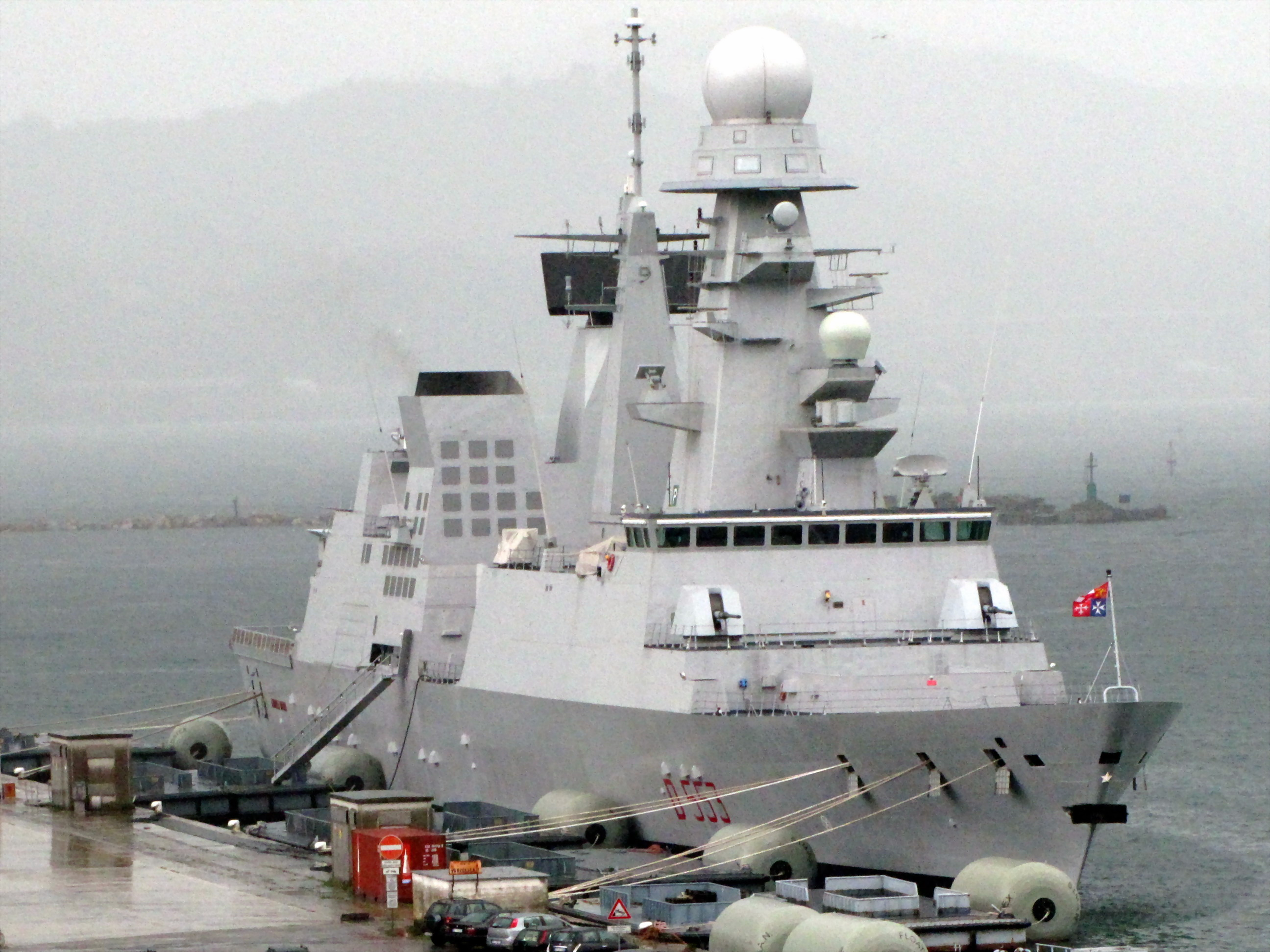
義大利海軍安德烈亚·多里亚号 (D 553)
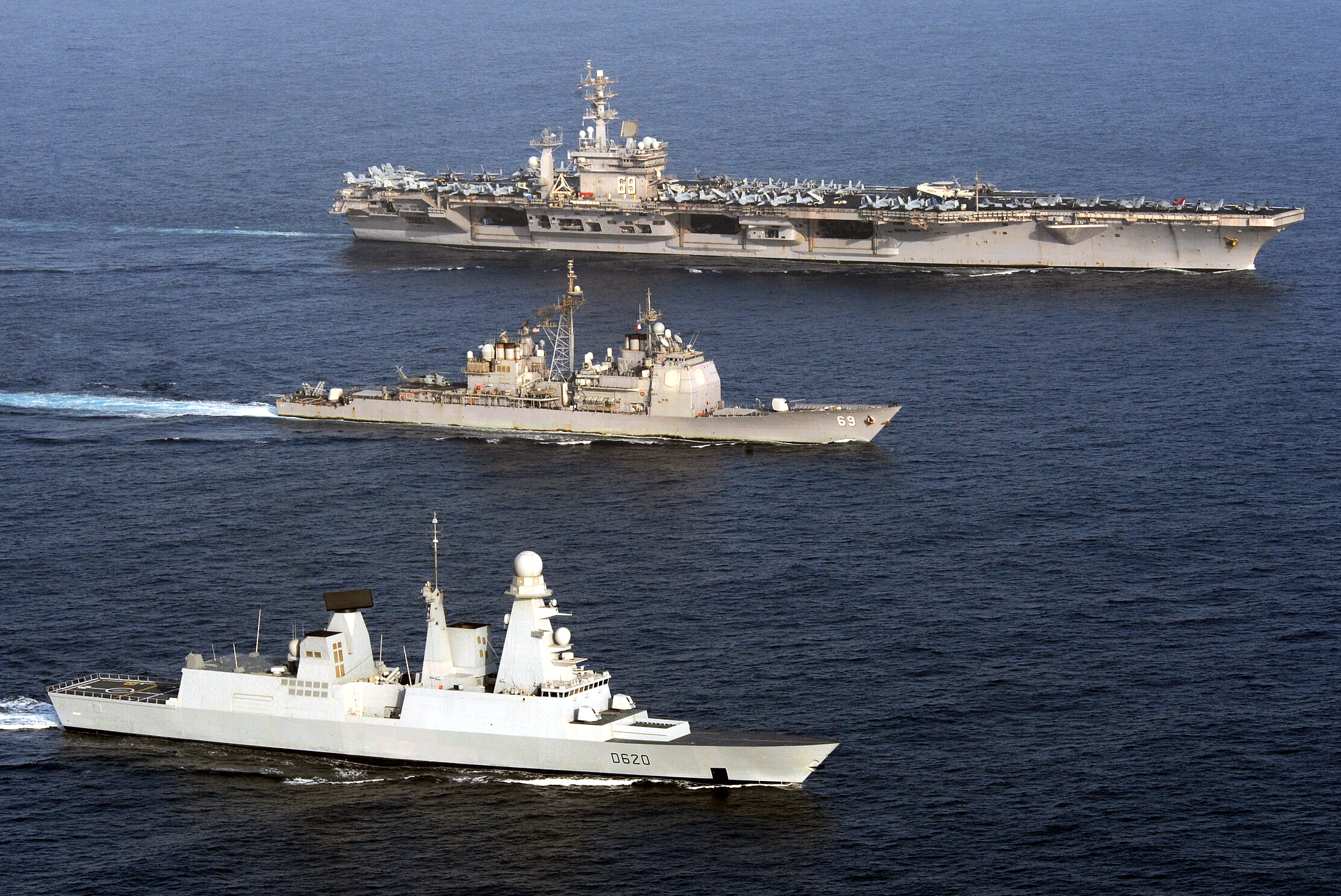
法國海軍福尔班號和美國艾森豪號航空母艦
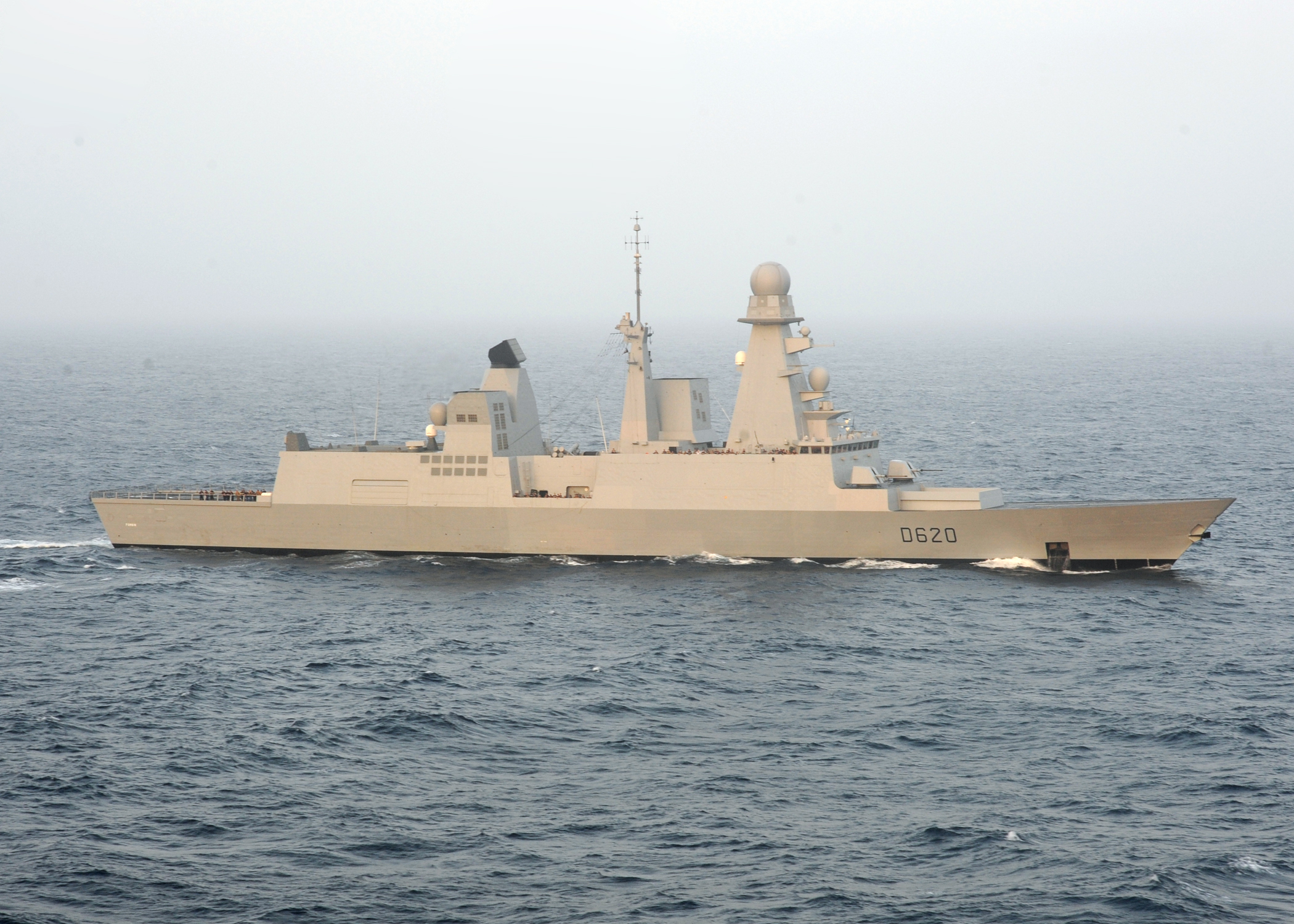
法國海軍福尔班號
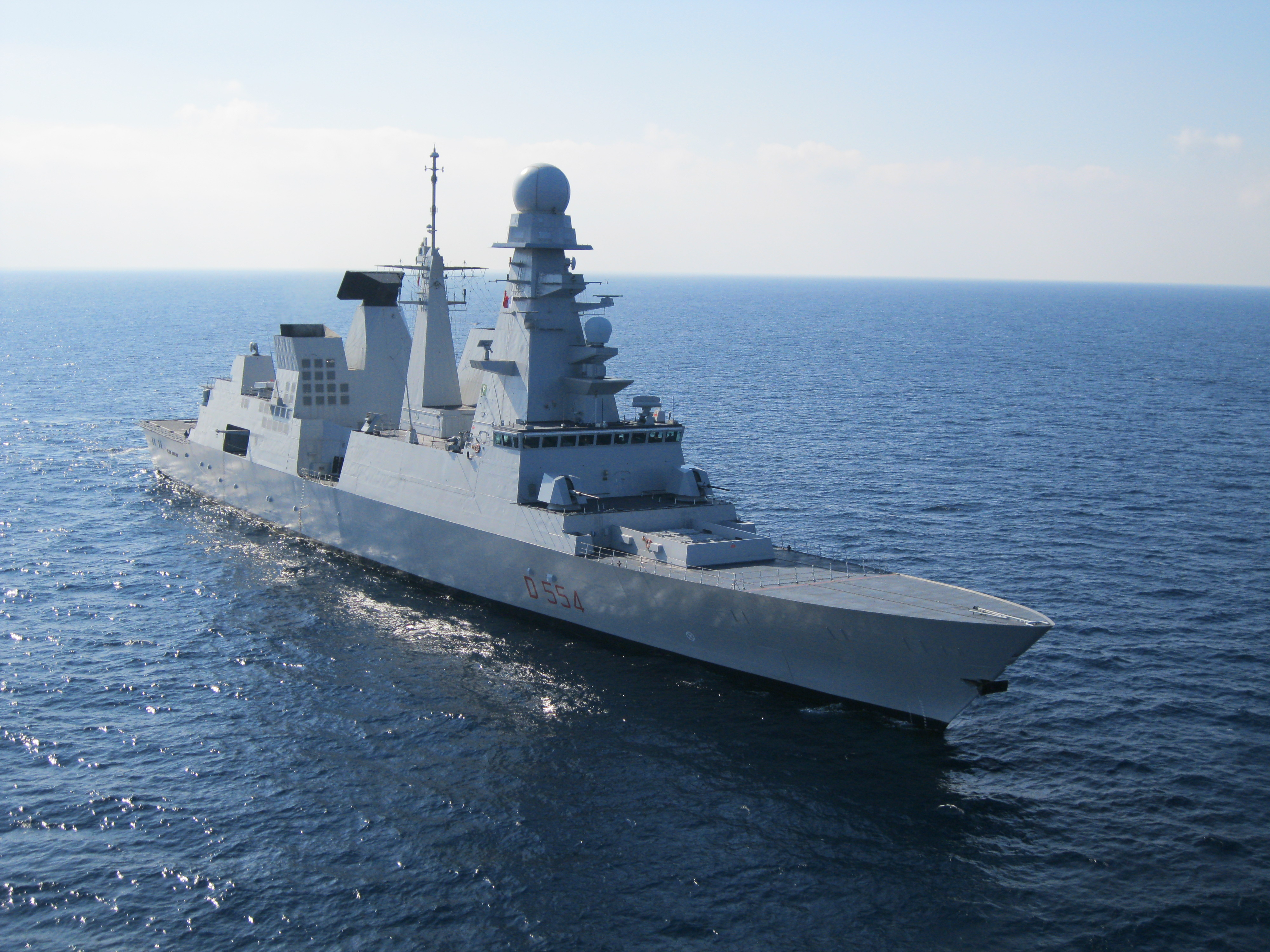
義大利海軍卡欧·多利欧號(D 554)

### 相關
- 法國軍事
- 法國海軍
- 義大利軍事
- 義大利海軍
- 欧洲多用途巡防舰

### 同類型艦驱逐舰
- 052C型驱逐舰 中国
- 052D型驱逐舰 中国
- 45型驅逐艦 英国
- 世宗大王級驅逐艦
- 金剛型護衛艦 日本
- 愛宕型護衛艦 日本
- 摩耶級護衛艦 日本
- 阿利·伯克级驱逐舰 美国
- 霍巴特級驅逐艦
- 加爾各答級驅逐艦 印度
- 維沙卡帕特南級驅逐艦 印度

## 外部連結
- （法文）Frégates type Horizon（页面存档备份，存于） - Marine Nationale link to PDF file with specifications and pictures including construction
- （意大利文） Marina Militare Italiana（页面存档备份，存于） Link,Le nuove navi, specifications and pictures.
- （英文） Specification, hystory and photo of Andrea Doria and Caio Duilio（页面存档备份，存于）